# Johannes de Raey

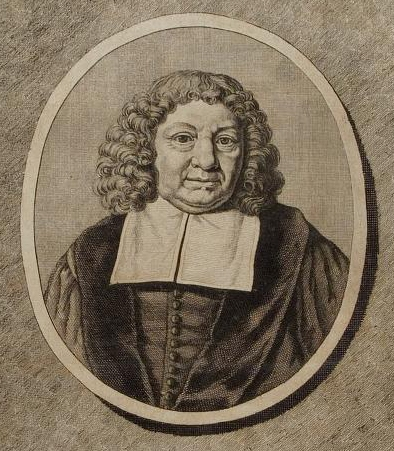

Johannes de Raey (ook: Raei) (Wageningen, 1622 - Amsterdam 1702) was een Nederlands filosoof en vroege cartesiaan.

## Levensdata en opleiding
De Raey werd ca. 1622 geboren in Wageningen als zoon van Jan Jansz van Ray en Hendersken van Lennep. In 1645 trouwde hij met zijn nicht Cunera van Lennep. Hij overleed te Amsterdam op 30 november 1702 en werd 4 december begraven in de Zuiderkerk. De Raey studeerde te Utrecht bij Henricus Regius en vervolgens te Leiden, waar hij filosofie studeerde bij Adriaan Heereboord en op 16 juli 1647 bij Adolphus Vorstius promoveerde tot doctor in de medicijnen. Een dag eerder was hij magister artium geworden.

## Werk
Van 1653 tot 1661 was De Raey buitengewoon hoogleraar filosofie te Leiden, en vervolgens tot 1668 gewoon hoogleraar aldaar. Hij verwierf zich een uitstekende naam, zodat het Athenaeum Illustre hem in 1668 naar Amsterdam haalde als hoogleraar filosofie. Zijn salaris aldaar bedroeg 3000 gulden per jaar, waarmee hij de best betaalde Amsterdamse professor van dat moment werd.
De Raey gaf in Leiden overigens ook wel colleges medicijnen, en in Amsterdam colleges natuurkunde. Hij was als arts zeer geïnteresseerd in anatomie. In Amsterdam was hij lid van een informele kring "Collegium privatum Amstelodamense", waarvan de leden (waaronder ook Jan Swammerdam en Gerard Blasius) zich bezighielden met het vergelijkend anatomisch onderzoek van mens en dier.

## Filosofie
De Raey was een overtuigd aanhanger van René Descartes, die hij persoonlijk kende, en die hem de beste docent van zijn filosofie noemde. Toch schreef De Raey Aristoteles niet af, maar beschouwde Descartes meer als de voltooier van de gedachten van Aristoteles. Door zijn colleges en publicaties was De Raey wel een duidelijke wegbereider van het cartesiaanse gedachtegoed, waarmee hij onder meer Leibniz heeft beïnvloed. Omdat in zijn tijd de ideeën van Descartes te radicaal werden gevonden, matigde De Raey de uitspraken van Descartes enigszins en stelde hij dat diens ideeën niet echt in tegenspraak waren met die van Aristoteles.
De Raey was van mening dat de wijsbegeerte volledig afhankelijk was van de rede, en los stond van zintuigelijke kennis en aangeleerde kennis. Aan de basis van filosofie stond de twijfel. Filosofie stond volgens De Raey los van het dagelijks leven en van theologie. De betekenis van De Raey voor de filosofie moet vooral worden gezocht in de bekendmaking van de ideeën van Descartes, hetgeen hij vooral bereikte door de scherpe kantjes er af te halen.

## Publicaties
- “Clavis philosophiae naturalis, seu introductio ad contemplationem naturae Aristotelico-Cartesiana”, Leiden 1654, zijn meest invloedrijke werk.
- “Disputationes physicae ad problemata Aristotelis”, Leiden 1651-1652.
- “De sapientia veterum”, Amsterdam 1669.
- In 1668 verscheen onder zijn redactie te Amsterdam het door Jan Hendrik Glazemaker vertaalde “Renati Descartes epistolae”